# Törpe keltike
A törpe keltike (Corydalis pumila) a mákfélék családjába tartozó, Európában honos növényfaj.

## Megjelenése
A törpe keltike 5-15 (25) cm magas, lágyszárú, évelő növény. A földben található kis (max. 1 cm) gumója kerekded, ép (nem odvasodik). Szára nem elágazó, tövén apró, ép szélű, tojásdad pikkelylevélke található, többnyire az avarrétegben. A száron két-három hosszú nyelű levél található, amelyek kétszer hármasan osztottak (a levélkék további három, hasadozott levélkére tagoltak). A levelek szeletei szélesek, lekerekítettek.  
Virágzata 2-6 (10) virágból álló, kicsi, de gyakran tömött fürt. A rövid és vastag kocsányon ülő, kis (1,3-1,6 cm hosszú) virágok halványlilák, lilás-rózsaszínesek vagy fehérek, a szirmok csúcsa és a sarkantyú sötétebb. A virágok kétoldalasan szimmetrikusak (zigomorfak), a felső szirom sarkantyúvá módosul. A 6 porzó két csoportra oszlik, amelyben egy hosszú és két rövid porzó található. Két csészelevele hamar lehullik. A murvalevelek halványzöldek, élük szélesen, lekerekítetten behasogatott.
Termése becőre emlékeztető, ülő vagy rövid és vaskos kocsányú, tojásdad-lándzsás, lapos, sokáig világoszöld, 15-20 mm-es toktermés. 
Kromoszómaszáma 2n=16.

### Hasonló fajok
Az ujjas keltikével lehet összetéveszteni, amelynek virágai egyszínűen húspirosak, kocsányuk hosszabb és vékonyabb.

## Elterjedése, életmódja
Európában honos egy nem túl széles sávban, amely Dél-Svédországtól a Közép-Balkánig, valamint Közép-Olaszországig húzódik. Magyarországon elsősorban a Dunántúl domb- és hegyvidékein, a Mátrában, a Zemplénben, valamint a Mezőföldön és a Kisalföldön fordul elő.  
Szárazabb és melegebb lomblevelű erdőkben él, Magyarországon jellemzően cseres-tölgyesekben, melegkedvelő tölgyesekben, bokorerdőkben, ritkábban gyertyános-tölgyesekben, bükkösökben. 
Tipikus geofiton: kora tavasszal, március-áprilisban (Észak-Európában április-májusban) virágzik. Gyakori az önbeporzás. A magok május közepére beérnek és utána a növény föld fölötti része elszárad. Kis termete miatt ritkán található meg a tavaszi erdők sűrű odvas keltike-szőnyegében, inkább azokon a helyeken él, ahol az ritkább vagy hiányzik. Szinte kizárólag magvakkal szaporodik, vegetatívan csak igen ritkán. A magonc az 5-8. évében virágzik először; ezt követően jellemzően minden évben virágzik. Élettartama valószínűleg nem haladja meg a 15 évet. 

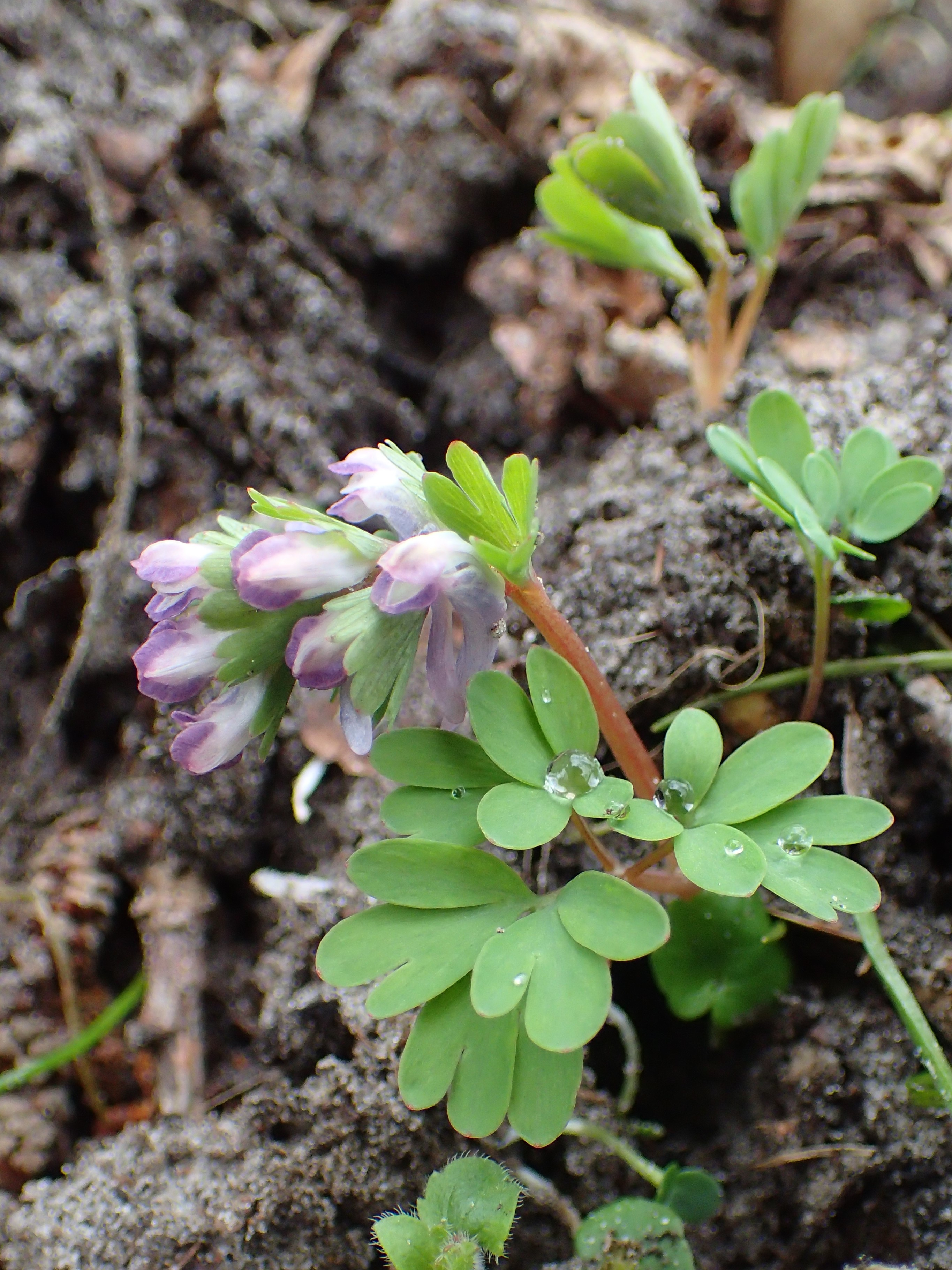
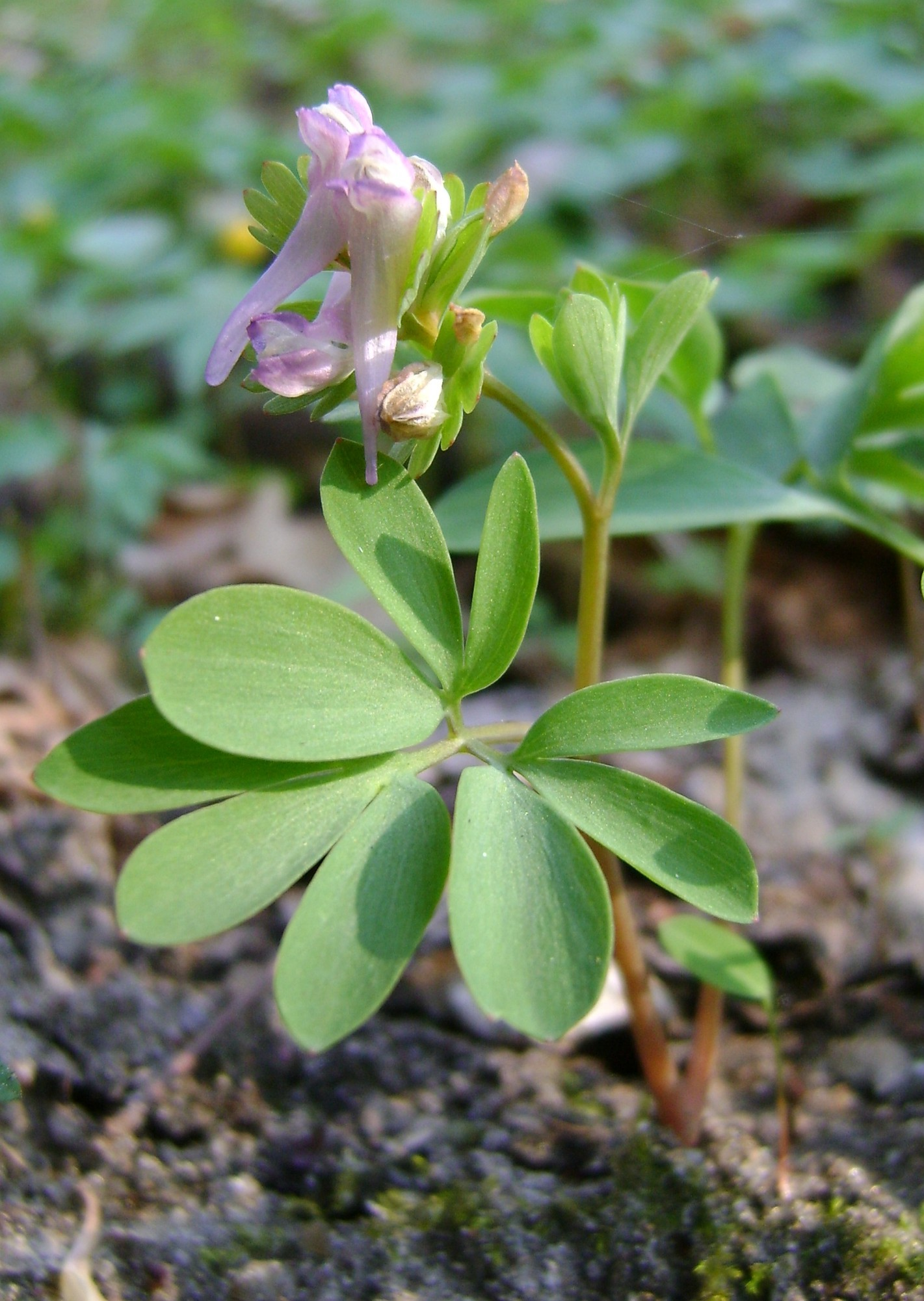
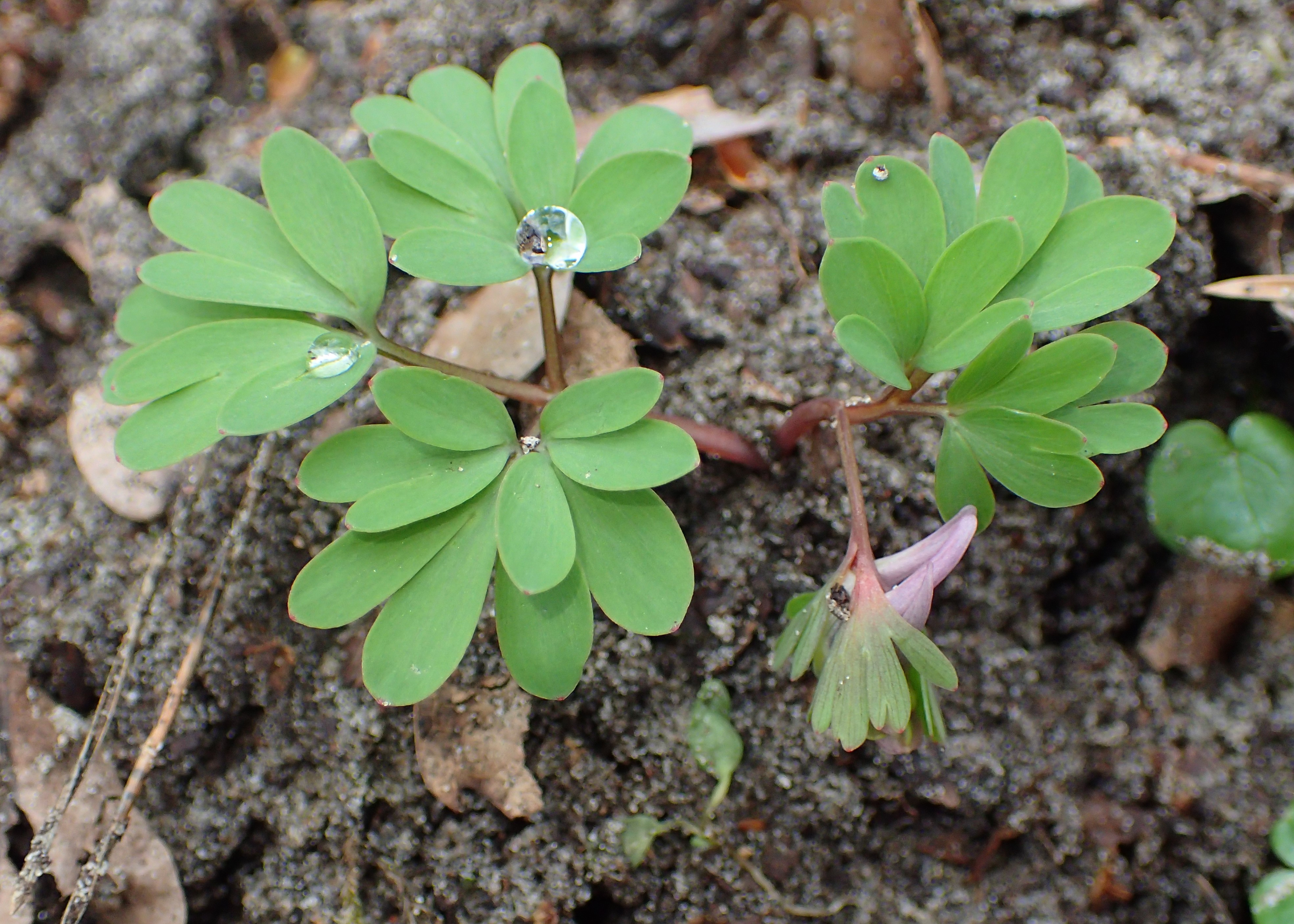
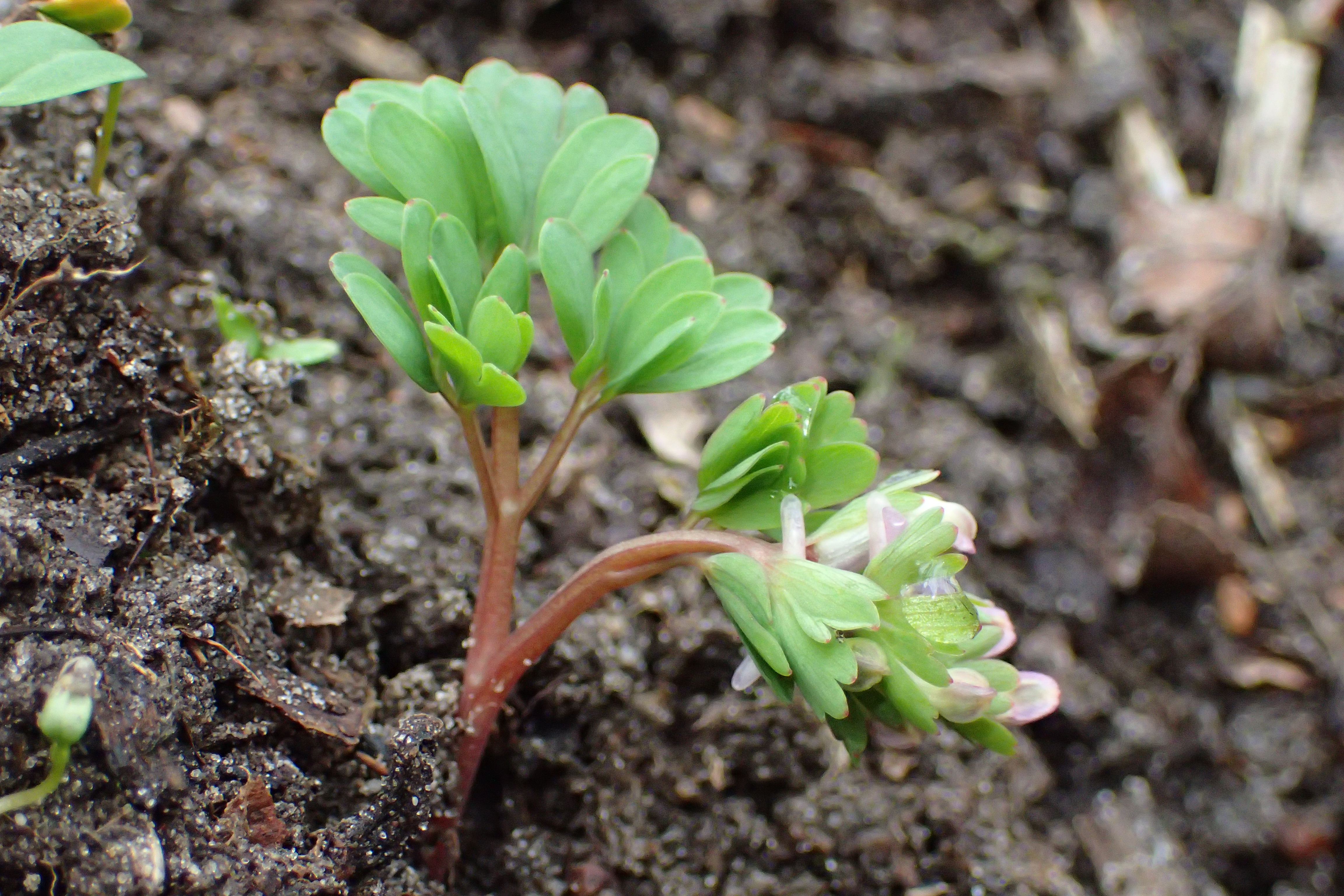
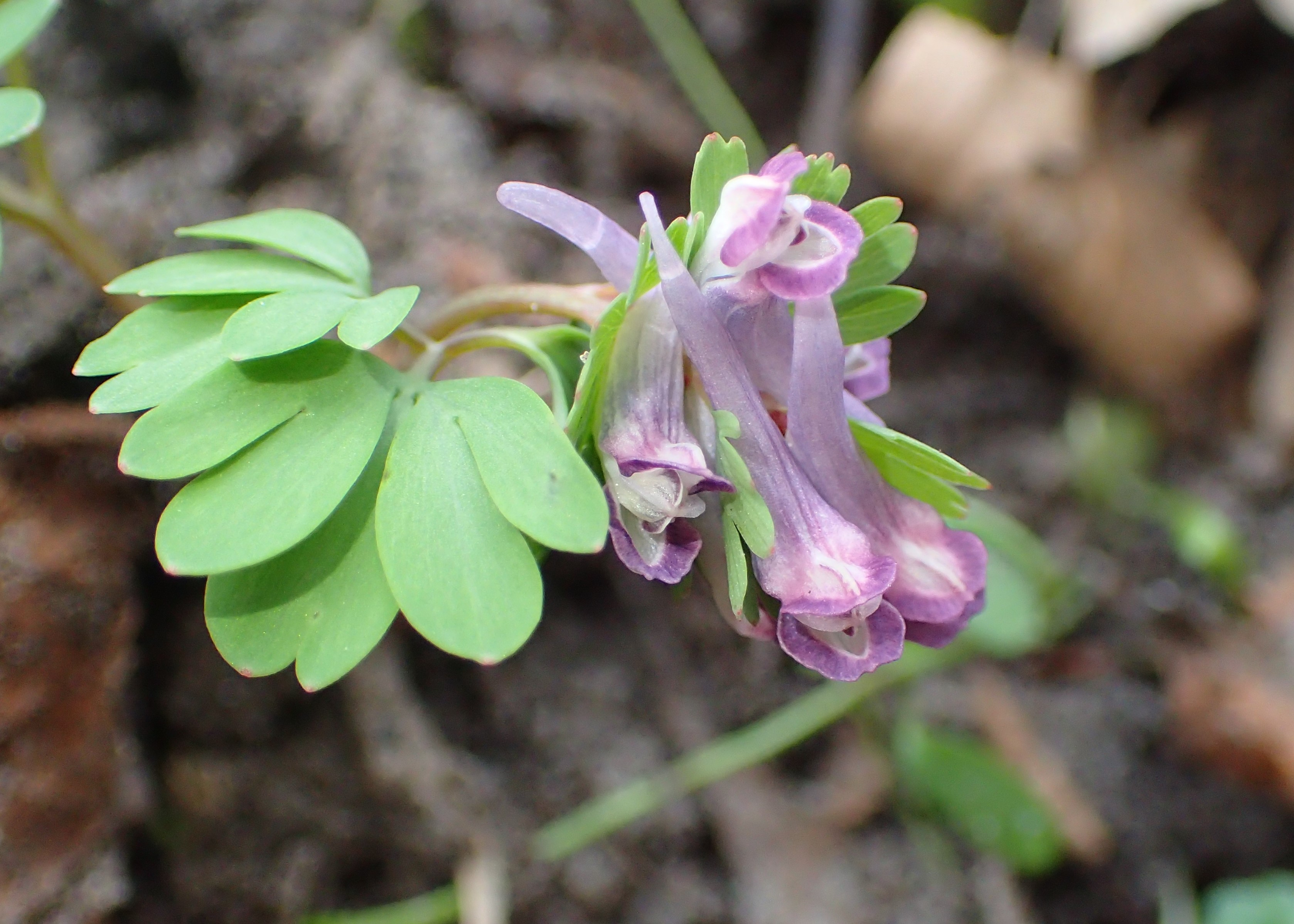

Magyarországon nem védett. 